# 周佑
周佑（16世紀—17世紀），字助也，號靈源，河南懷慶府修武縣人，明朝政治人物。

## 生平
萬曆十九年（1591年）中舉人，二十六年（1598年）成進士，獲授孝義知縣，因與汾州府知府崔士棨不和而決定辭官回鄉，以精深學識吸引人請他寫作，有《懶寄亭》、《平雲山房》等集流傳。

## 家族
祖父周瑨。父周诗。